# Anomala arawaka
Anomala arawaka är en skalbaggsart som beskrevs av Ohaus 1902. Anomala arawaka ingår i släktet Anomala och familjen Rutelidae. Inga underarter finns listade i Catalogue of Life.